# 西北大區
西北大區（英語：Western North Region）是加納的大區，位於該國西南部，首府威亞索，北鄰博諾大區，東北面是阿哈福大區和阿散蒂大區，東南面是中部大區和西部大區，面積10,074平方公里，2019年人口928,309人。此區原屬西部大區北部之一部分，惟於2018年迦納新大區公民投票結果而劃出新設。